# Catedral de San Pedro y San Marcos (Alessandria)
La catedral de San Pedro y San Marcos o simplemente catedral de Alessandria (en italiano: Cattedrale di S. Pietro Apostolo e S. Marco) es una catedral católica en Alessandria, Piamonte, Italia, dedicada a los santos Pedro y Marcos. Es la sede del Obispo de Alessandria.
Una diócesis centrada en Alessandria fue creada en 1175 por el Papa Alejandro III, y una catedral dedicada a San Pedro fue construida como sede episcopal en ese momento. Era demasiado pequeña sin embargo, así que fue demolida y reconstruida entre 1288 y 1297. Esta catedral fue demolida por razones tácticas militares siguiendo la orden del invasor Napoleon Bonaparte en 1803.
El obispo y el capítulo desposeídos recibieron el permiso del general francés de las tropas de ocupación para elevar la iglesia de San Marcos al estatus de catedral. Esta iglesia había sido construida en el siglo XIII para el uso de los dominicos. Las tropas francesas lo habían tomado en 1797 por cuartel. Sin embargo, la iglesia debía ser reconstruida: esto ocurrió de 1807 a 1810, y la nueva catedral neoclásica, nombrada en honor de San Pedro y San Marcos, se abrió en diciembre de 1810.

## Véase también

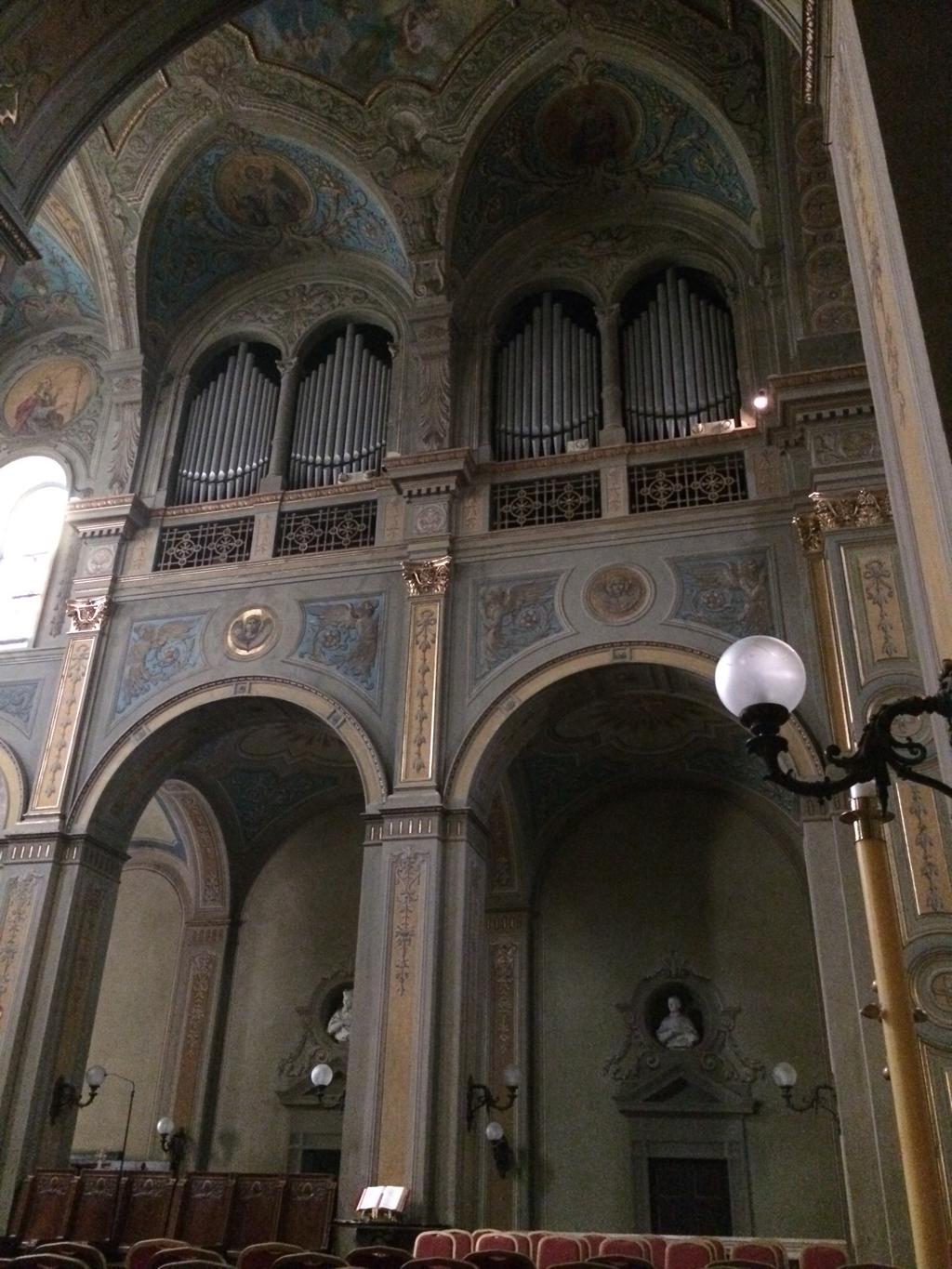
Vista interna